# Бояново (гміна)
Гміна Бояново (пол. Gmina Bojanowo) — місько-сільська гміна у північно-західній Польщі. Належить до Равицького повіту Великопольського воєводства.
Станом на 31 грудня 2011 у гміні проживало 8957 осіб.

## Територія
Згідно з даними за 2007 рік площа гміни становила 123.50 км², у тому числі:
- орні землі: 73.00%
- ліси: 18.00%

Таким чином, площа гміни становить 22.32% площі повіту.

## Населення
Станом на 31 грудня 2011:
| Опис     | Загалом | Загалом | Чоловіки | Чоловіки | Жінки | Жінки |
| -------- | ------- | ------- | -------- | -------- | ----- | ----- |
| одиниця  | осіб    | %       | осіб     | %        | осіб  | %     |
| все      | 8957    | 100     | 4496     | 50.20    | 4461  | 49.80 |
| міське   | 2987    | 100     | 1448     | 48.48    | 1539  | 51.52 |
| сільське | 5970    | 100     | 3048     | 51.06    | 2922  | 48.94 |

## Сусідні гміни
Гміна Бояново межує з такими гмінами: Вонсош, Ґура, Мейська Ґурка, Понець, Равич, Ридзина.